# 多亞爾尼亞
48°16′35″N 28°41′9″E / 48.27639°N 28.68583°E
多亞爾尼亞（烏克蘭語：Доярня），是烏克蘭的村落，位於該國西南部文尼察州，由圖利欽區負責管轄，始建於1700年，面積0.56平方公里，海拔高度192米，2001年人口153，人口密度每平方公里273.21人。